# Annarita Grapputo
Annarita Grapputo, née en 1954 à Turin (Piémont), est une actrice et mannequin italienne.

## Biographie
Anna Rita Maria Clotilde Grapputo est née à Turin en 1954 de parents professeurs de latin et de grec, Annarita Grapputo est issue de la classe moyenne.
Annarita Grapputo a travaillé comme actrice dans plusieurs films italiens depuis 1975. Ayant grandi à Carmagnola, elle commence à travailler comme mannequin. Une de ses photos est remarquée par Carlo Lizzani, qui lui confie le rôle de Daniela dans son film Storie di vita e malavita. Depuis lors, après avoir posé nue pour l'édition italienne de Playboy en octobre 1975, elle a commencé à participer à plusieurs films, même en tant que tête d'affice comme dans le poliziottesco Le justicier défie la ville. Elle a parfois été créditée sous le nom d'Anna Rita Grapputo : dans l'interview de Playboy, elle a déclaré que son nom complet était Anna Rita Maria Clotilde Grapputo.
Elle a quitté la monde du spectacle en 1982.

## Filmographie
- 1975 : Storie di vita e malavita de Carlo Lizzani
- 1975 : L'Étalon (Lo stallone) de Tiziano Longo
- 1975 : Roma drogata: la polizia non può intervenire de Lucio Marcaccini
- 1976 : Comme des chiens enragés  ( Come cani arrabbiati) de Mario Imperoli
- 1977 : La lunga strada senza polvere (it) de Sergio Tau
- 1977 : Le Justicier défie la ville (Torino violenta) de Carlo Ausino
- 1977 : Poliziotto senza paura  de Stelvio Massi
- 1982 : La villa delle anime maledette de Carlo Ausino